# Friedel Buckow
Frieda Martha Marie „Friedel“ Buckow (auch Friedel Buckow-Schier; * 9. Juli 1897 in Neu-Weißensee; † 13. September 1979 in München) war eine deutsche Filmeditorin.

## Leben und Wirken
Die Tochter des Maurers Albert Buckow und seiner Frau Martha, geb. Reich, kam 1915 zum Film und begann dort als Cutterin und Regieassistentin zu arbeiten, u. a. für Richard Oswald, Joe May und Paul Czinner. Seit 1931 konzentrierte sie sich ganz auf den Filmschnitt und war in dieser Funktion bis 1945 an der Endfassung einer Fülle von zum Teil recht bekannten Filmen tätig, darunter Liebelei von Max Ophüls, Ein Lied geht um die Welt von Richard Oswald sowie die beiden von Herbert Selpin gestalteten NS-Propagandafilme Carl Peters und Titanic, aber auch andere Selpin-Inszenierungen.
Nach dem Zweiten Weltkrieg in München ansässig, setzte Friedel Buckow dort ihre Arbeit fort, war aber kaum mehr an prominenten Produktionen beteiligt, dafür an zahlreichen Exploitationstreifen des Nachwuchsproduzenten Wolf C. Hartwig. Zuletzt war die seit 1944 mit dem Filmproduzenten Heinrich Schier verheiratete Friedel Buckow auch sporadisch für das Fernsehen (zwei Folgen der ZDF-Krimireihe Das Kriminalmuseum) tätig, ehe sie sich mit Mitte 60 zur Ruhe setzte. Sie starb 1979 im Altersheim St. Martin in München-Giesing.

## Filmografie
als Filmeditorin
- 1928: Rasputins Liebesabenteuer
- 1931: Gloria
- 1932: Goldblondes Mädchen, ich schenk Dir mein Herz
- 1932: Eine Stadt steht Kopf
- 1932: Unheimliche Geschichten
- 1932: Gräfin Mariza
- 1932: Unmögliche Liebe
- 1933: Die Blume von Hawaii
- 1933: Glückliche Reise
- 1933: Liebelei
- 1933: Ein Lied geht um die Welt
- 1933: Der Judas von Tirol
- 1933: Drei Kaiserjäger
- 1934: Zigeunerblut
- 1934: Abenteuer im Südexpreß
- 1935: Fientje Peters poste restante
- 1935: Stützen der Gesellschaft
- 1936: Schloß Vogelöd
- 1936: Männer vor der Ehe
- 1936: Annemarie
- 1937: Der Klapperstorchverband
- 1939: Ein Mann auf Abwegen
- 1939: Ihr Privatsekretär
- 1940: Trenck, der Pandur
- 1940: Carl Peters
- 1941: Geheimakte W.B. 1
- 1942: Titanic
- 1943: Die unheimliche Wandlung des Alex Roscher
- 1944: Ich bitte um Vollmacht
- 1944: Es lebe die Liebe
- 1944/49: Philine
- 1944/49: Liebesheirat
- 1949: Hallo – Sie haben Ihre Frau vergessen
- 1949: Wer bist du, den ich liebe?
- 1949: 12 Herzen für Charly
- 1951: Das ewige Spiel
- 1952: Einmal am Rhein
- 1953: Die Junggesellenfalle
- 1953: Der Vogelhändler
- 1953: Jonny rettet Nebrador
- 1954: Die Sonne von St. Moritz
- 1954: Keine Angst vor Schwiegermüttern
- 1954: Viktoria und ihr Husar
- 1955: Laß die Sonne wieder scheinen
- 1956: Hilfe – sie liebt mich!
- 1956: Mädchen und Männer
- 1957: Liebe, wie die Frau sie wünscht
- 1957: Alle Sünden dieser Erde
- 1958: Sehnsucht hat mich verführt
- 1958: Mit Eva fing die Sünde an
- 1959: Die Nackte und der Satan
- 1959: Du gehörst mir
- 1960: Das Land der Zukunft (Dokumentarfilm)
- 1960: Das Mädchen mit den schmalen Hüften
- 1960: Flitterwochen in der Hölle
- 1962: An der Küste des Humboldtstroms (Dokumentarfilm)
- 1962: Auf den Spuren Darwins (Dokumentarfilm)
- 1962: Die Echsen von Galápagos (Dokumentarfilm)
- 1963: Das Kriminalmuseum: Fünf Fotos (Fernsehfilm)
- 1963: Das Kriminalmuseum: Nur ein Schuh (Fernsehfilm)